# تيار الحزب المستقل
تيار الحزب المستقل كان تحالفًا انتخابيًا للأحزاب السياسية المصرية التي ستتنافس في الانتخابات البرلمانية المصرية لعام 2013.
وكان يتألف من حزبين: الحزب العربي الديمقراطي الناصري وحزب السلام الديمقراطي.